# Gare d’Orchamps
Gare d'Orchamps – przystanek kolejowy w Orchamps, w departamencie Jura, w regionie Burgundia-Franche-Comté, we Francji.
Jest przystankiem kolejowym Société nationale des chemins de fer français (SNCF), obsługiwanym przez pociągi TER Franche-Comté.